# Vilafant
Vilafant est une commune d'Espagne dans la communauté autonome de Catalogne, province de Gérone, de la comarque d'Alt Empordà

## Géographie
Vilafant est une commune située au Sud-Ouest de Figueras.

## Culture locale et patrimoine

### Lieux et monuments
- L'église Saint-Cyprien ;
- L'ermitage pré-roman de Palol Sabaldòria.

### Personnalités liées à la commune
- Mireia Vehí (1985-) : personnalité politique née à Vilafant.